# Agim Çavdarbasha
Agim Çavdarbasha, född den 24 mars 1944 i Peja i Kosovo, död den 20 oktober 1999 i Pristina i Kosovo, var en albansk skulptör.
Agim Çavdarbasha tog examen vid Akademin för tillämpad konst 1969 i Belgrad och vid Akademin för konst i Ljubljana 1971. Han blev medlem i Kosovos akademi för figurativ konst 1970. I dag är han särskilt ihågkommen för bronsstatyerna vid Prizrenmuseet föreställande Ymer Prizreni och Abdyl Frashëri. Bronsstatyerna har en genomsnittlig storlek av en människa och är inte av gigantisk storlek som många albaner förväntade sig när de visades för första gången. Då kriget i Kosovo utbröt förstörde serberna bronsstatyerna. Även Agim Çavdarbashas ateljé förstördes. I dag är både bronsstatyerna och ateljén återställda.

### Fotnoter
1. ↑  Union List of Artist Names, ULAN: 500081836, läs online, läst: 9 oktober 2017.[källa från Wikidata]
2. ↑  Tjeckiska nationalbibliotekets databas, NKC-ID: xx0323750, läst: 18 november 2024.[källa från Wikidata]